# Michael Kelly (tenore)
Michael Kelly, anche noto in Italia come O'Kelly, italianizzato in Ochelli (Dublino, 25 dicembre 1762 – Londra, 9 ottobre 1826), è stato un cantante e compositore irlandese.

## Biografia
Il padre Thomas era un mercante di vino ed un maestro di danza, e mantenne una posizione sociale piuttosto importante. Michael Kelly ricevette sin da piccolo una buona educazione musicale, riguardante soprattutto il canto e le tastiere. Si trasferì precocemente in Italia, dove nel 1779, a Napoli, studiò musica e canto sotto la guida di Giuseppe Aprile, invece a Bologna fu allievo di Passerini e di Nicolò Peretti.
A Napoli, grazie alla protezione di Sir WIlliam Hamilton, riuscì ad introdursi nel Conservatorio Santa Maria di Loreto per perfezionarsi e sviluppare le sue potenzialità. In seguito si spostò a Palermo dove effettuò intense sedute di addestramento che lo forgiarono come tenore.
Giuseppe Aprile lo educò grazie ai lavori del Metastasio e di altri poeti italiani e da quel momento Kelly fu pronto per esibirsi in giro per l'Europa.
Cinque anni dopo ricevette l'invito di recarsi a Vienna, dove per tre anni rimase sotto contratto per il teatro di corte. Successivamente si trasferì a Monaco di Baviera. Alla corte viennese ebbe l'occasione di conoscere Antonio Salieri e di frequentare e stringere amicizia con Mozart. Al Burgtheater nel 1784 interpretò Gafforio nella prima assoluta di Il re Teodoro in Venezia di Domenico Cimarosa alla presenza di Mozart; nel 1785 cantò nella prima assoluta de L'incontro inaspettato di Vincenzo Righini; sempre nello stesso anno interpretò Rosmondo nella prima assoluta di Gli sposi malcontenti di Stephen Storace con Nancy Storace, Caterina Cavalieri e Francesco Benucci; nel 1786 fu Don Basilio/Don Curzio nella prima assoluta di Le nozze di Figaro con la Storace e Dorotea Bussani. Dopo la trionfale tournée estiva del 1788, svolta in Inghilterra, Kelly decise di non ritornare a Vienna. 
Nel 1793 divenne direttore di recitazione del Kings Theatre, ed era molto richiesto ai concerti. Compose una sessantina di opere teatrali e un buon numero di canzoni in inglese e in francese. Unì il suo lavoro professionale con la direzione di un negozio di musica e di un negozio di vini. 
Kelly fu legato professionalmente e sentimentalmente al soprano ed attrice inglese Anna Maria Crouch.
Nel 1826 rese pubbliche le sue memorie.